# Friedrich Kühn
Friedrich Kühn, nemški general, * 7. avgust 1889, † 15. februar 1944.